# Липовець (річка)
Липовець — річка в Україні, у межах Яворівського району Львівської області. Права притока Ретичину (басейн Вісли).

## Опис
Довжина Липовця 12 км, площа басейну 53 км². Річище слабо звивисте, місцями каналізоване. Заплава у верхній течії місцями заболочена. Споруджено кілька ставків.

## Розташування
Витоки розташовані на північ від села Липовця, при самому польсько-українському кордоні. Річка тече спочатку на південний схід, а після села Нагачева повертає на південний захід. Впадає до Ретичину на південь від села Коханівки.
Притоки: Вільшанка, Липка (ліві).